# Sidney Fay Blake
Sidney Fay Blake (31 de agosto de 1892 Stoughton, Massachusetts - 31 de diciembre de 1959) fue un botánico y taxónomo estadounidense.

## Biografía
En su niñez tuvo de vecino nada menos que al botánico Robert Greenleaf Leavitt (1865-1942), que investigaba en Harvard, y quien lo lleva allí y lo interesa. Blake estudia allí al costado de Benjamin Lincoln Robinson (1864-1935) y de Merritt Lyndon Fernald (1873-1950). Obtiene su Bachelor of Arts en 1912, su Master of Arts en 1913 y realiza su estudio de grado en botánica, recibiendo su Ph.D. en 1916, con una tesis sobre Viguiera.
Ingresa en la Oficina de Vegetales Industriales del Ministerio de Agricultura de EE. UU., donde desarrollará toda su carrera. Trabaja bajo la dirección de Frederick Vernon Coville (1867-1937) en normalizar los nombres de los vegetales. Es presidente en 1943 de la "American Society of Plant Taxonomists". También se interesó por la paleontología y por Sherlock Holmes.
Fallece a los 67 años, en su laboratorio en Beltsville, Madison.
- La abreviatura «S.F.Blake» se emplea para indicar a Sidney Fay Blake como autoridad en la descripción y clasificación científica de los vegetales.[1]